# جوآن ساموئل
جوآن ساموئل (انگلیسی: Joanne Samuel؛ زادهٔ ۵ اوت ۱۹۵۷) یک هنرپیشه اهل استرالیا است. 
از فیلم‌ها یا برنامه‌های تلویزیونی که وی در آن نقش داشته است می‌توان به مکس دیوانه، مکس دیوانه: جنگجوی جاده اشاره کرد.